# Alter Drujanow

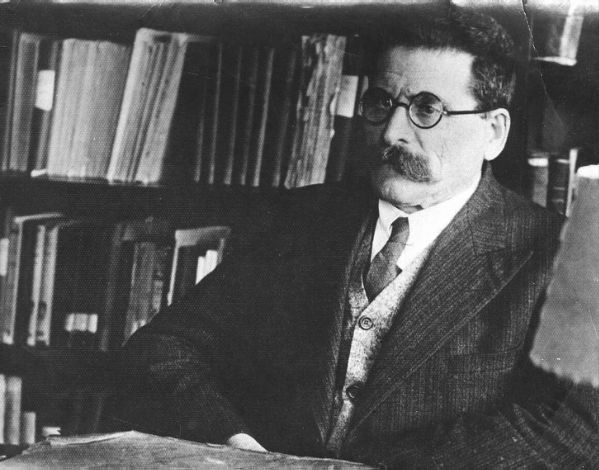
Alter Drujanow (ok. 1923)

Alter Drujanow (ur. 6 czerwca 1870 w Drui, zm. 10 marca 1938 w Tel Awiwie) – żydowski pisarz, dziennikarz, redaktor, badacz, działacz syjonistyczny, fundator pisma „Reszumot”, folklorysta.

## Biografia
Urodzony w rabinicznej, chasydzkiej rodzinie w miasteczku Druja w Imperium Rosyjskim, na terenie dawnego województwa wileńskiego. W wieku 16 lat rozpoczął naukę w wołożyńskiej jesziwie, najbardziej prestiżowym ośrodku talmudycznym w Europie Wschodniej. Tam przyłączył się do przedsyjonistycznego ruchu narodowościowego Chibat Cijon, a w 1890 r. rozpoczął pracę dla hebrajskiego wydawnictwa ,,Ha-Melic”7. Rok później, po nieudanej próbie rozpoczęcia nauki we Wrocławiu, powrócił do rodzinnej miejscowości.
Do 1899 r. Drujanow publikował artykuły dla żydowskiej prasy literackiej. W latach 1889–1905 pełnił funkcję sekretarza Komitetu Chibat Cijon w Odessie. W 1906 r. imigrował do Hajfy. Po powrocie do Wilna w 1909 r. rozpoczął pracę redaktora tygodnika ,,Ha-Olam”, którą utrzymał do wybuchu I wojny światowej. Podczas wojny Drujanow zapewniał pomoc materialną żydowskim uchodźcom m.in. z okupowanych przez Niemcy terenów Polski. W 1921 r. osiadł w Jerozolimie kontynuując pracę naukową.

## Wybrana twórczość
- 1922 Sefer ha-bdicha we-ha-chidud (Księga żartów i facecji)[12];
- 1919-1932 Ktawim le-toldot Chibat Cijon (Pisma dotyczące historii Chibat Cijon)[9];
- 1932 Cijonut be-Polania (Syjonizm w Polsce)[9];
- 1936 Sefer Tel Aviv[7] (Księga Tel-Awiwu[13]).